# Fauvette
Taxons concernés
- Dans la famille des Cisticolidae
  - Orthotomus sutorius
- Dans la famille des sylviidés
  - le genre Sylviamodifier

Fauvette est un nom vernaculaire donné en français à différents passereaux, principalement de la famille des sylviidés.

## Les différences
Au sens strict, les fauvettes sont les 18 espèces du genre Sylvia.
Les fauvettes (Sylvia) sont de petits oiseaux à bec court, tête souvent bombée et queue étroite, parfois redressée. En France, la Fauvette à tête noire, la Fauvette mélanocéphale sont présentes toute l'année alors que la Fauvette des jardins, la Fauvette grisette et la Fauvette babillarde sont présentes en été.
Les noms de fauvette des marais, fauvette des roseaux ou fauvette aquatique sont les noms usuels donnés à plusieurs oiseaux vivant dans des milieux humides.
Elles se ressemblent beaucoup, ayant en commun un dos brun et un dessous plus clair. Le dos peut être uni ou rayé. Le chant est un bon moyen pour les reconnaître.
Elles vivent en Europe occidentale ou méditerranéenne et fréquentent les lacs et les marais.
Elles sont toutes insectivores.

## Liste d'espèces appelées «fauvette»

### Noms normalisés
- Fauvette d'Arabie – Sylvia leucomelaena
- Fauvette de l'Atlas – Sylvia deserticola
- Fauvette babillarde – Sylvia curruca
- Fauvette des Baléares – Sylvia balearica
- Fauvette de Chypre – Sylvia melanothorax
- Fauvette du désert – Sylvia deserti
- Fauvette épervière – Sylvia nisoria
- Fauvette grisette – Sylvia communis
- Fauvette de Hume – Sylvia althaea
- Fauvette des jardins – Sylvia borin
- Fauvette à lunettes – Sylvia conspicillata
- Fauvette mélanocéphale – Sylvia melanocephala
- Fauvette de Ménétries – Sylvia mystacea
- Fauvette minule – Sylvia minula
- Fauvette de Moltoni – Sylvia moltonii
- Fauvette naine – Sylvia nana
- Fauvette orphéane – Sylvia crassirostris
- Fauvette orphée – Sylvia hortensis
- Fauvette passerinette – Sylvia cantillans
- Fauvette pitchou – Sylvia undata
- Fauvette de Rüppell – Sylvia rueppelli
- Fauvette sarde – Sylvia sarda
- Fauvette à tête noire – Sylvia atricapilla

### Autres passereaux appelés «fauvette»

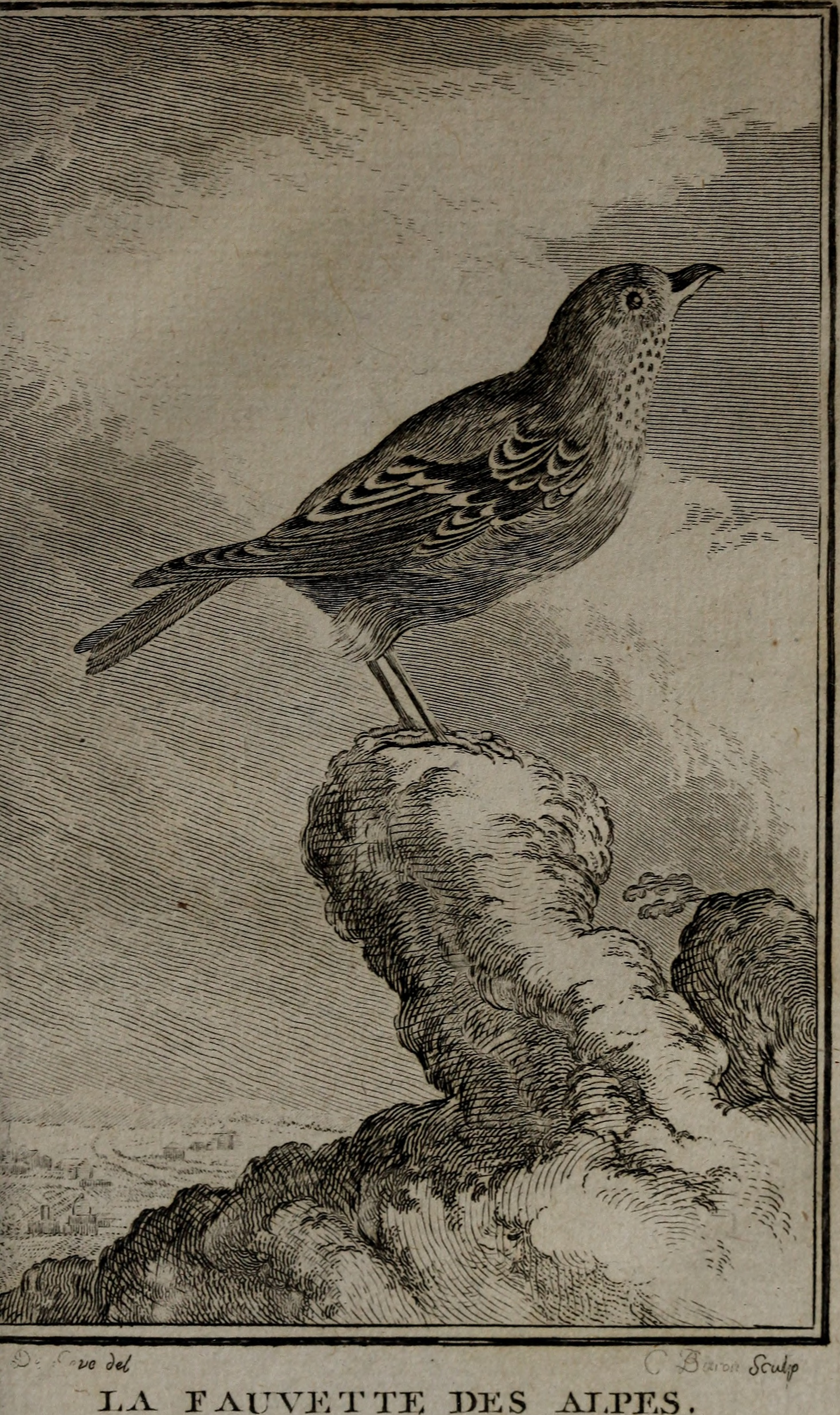
"Fauvette des Alpes" dans Histoire naturelle des oiseaux de Georges Louis Leclerc, comte de Buffon.

Note : certains noms peuvent être en double
- Fauvette à ailes blanches - Bradypterus carpalis
- Fauvette aquatique
- Fauvette aquatique roussâtre - Acrocephalus rufescens
- Fauvette brune – Sylvia lugens
- Fauvette couturière - Orthotomus sutorius
- Fauvette grignette – Sylvia subcaerulea
- Fauvette de Layard – Sylvia layardi
- Fauvette à long bec - Acrocephalus caffer
- Fauvette des marais
- Fauvette-roitelet à front roux - Prinia buchanani
- Fauvette des roseaux
- Fauvette sanglée – Sylvia boehmi
- Fauvette des Seychelles - Acrocephalus sechellensis
- Fauvette des Tuamotu - Acrocephalus atyphus
- Fauvette du Yémen – Sylvia buryi
- Grande Fauvette aquatique - Acrocephalus rufescens
- Fauvette des Alpes, ancienne appellation de l'Accenteur alpin - Prunella collaris

Les fauvettes des marais se rencontrent par exemple dans le genre Acrocephalus ou Rousserolles ou Phragmites, par exemple : Acrocephalus scirpaceus, Acrocephalus arundinaceus, etc.
Le Léiothrix jaune (Leiothrix lutea) est aussi une fauvette.
Diverses espèces de fauvettes étaient appelées Figuier par Buffon et Cuvier.

## La fauvette dans la culture

une fauvette orne le blason de la ville française de Fauverney.

- François d'Agincourt compose pour clavecin la fauvette en 1733
- La cantatrice américaine Marie Van Zandt était surnommée « Miss Fauvette » par le public.
- La Fauvette est un air pour soprano de l'opéra-ballet Zémire et Azor, d'André Grétry.
- Les visiteuses de la goguette des Animaux fondée en 1839 et dirigée par le poète Charles Gille étaient appelées fauvettes.
- La Fauvette des jardins est une œuvre pour piano du compositeur et organiste français Olivier Messiaen.
- La Fauvette est une pièce de clavecin du musicien français François d'Agincourt.
- Fauvette est un film français de Gérard Bourgeois sorti en 1918.
- Le tango des fauvettes est une chanson interprétée par Robert Marino, Anny Flore, Berthe Sylva, Tino Rossi et, au Québec, par Fernand Gignac.
- « Fauvette » est une chanson de Gérard Manset parue en 2006 sur l'album Obok.